# David Meyler
David John Meyler (born 29 maig 1989) és un futbolista professional irlandès que juga com a migcampista pel Hull City AFC de la Premier League. És fill de l'entrenador de hurling John Meyler. Va créixer a Rochestown Rise a Cork i, com el seu pare, va jugar a hurling, futbol gaèlic i a futbol des de ben petit.
Després de fer-se professional al Cork City de la League of Ireland, Meyler va passar al Sunderland AFC de la Premier League el 2010. Va fitxar pel Hull el gener de 2013 després d'una breu cessió. Ha estat internacional per la República d'Irlanda des de 2012.